# Tournay (Frankrijk)
Tournay is een gemeente in het Franse departement Hautes-Pyrénées (regio Occitanie). De plaats maakt deel uit van het arrondissement Tarbes. Tournay telde op 1 januari 2022 1.296 inwoners.

## Geografie
De oppervlakte van Tournay bedroeg op 1 januari 2022 14,32 vierkante kilometer; de bevolkingsdichtheid was toen 90,5 inwoners per km².

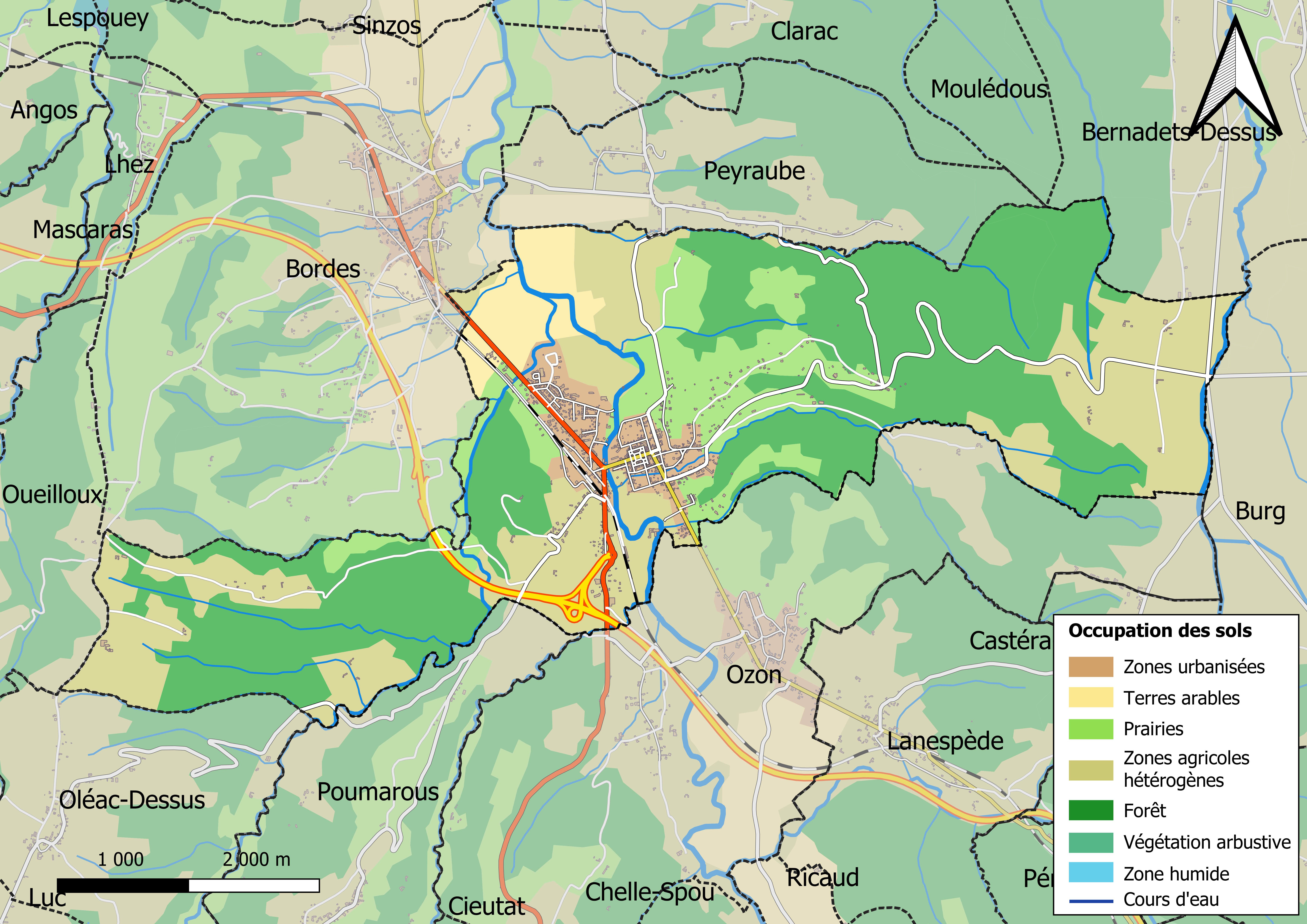
Kaart van de gemeente met belangrijkste infrastructuur, bodemgebruik en omliggende gemeenten

## Verkeer en vervoer
In de gemeente ligt spoorwegstation Tournay.

## Demografie
Onderstaande figuur toont het verloop van het inwonertal (bron: INSEE-tellingen).

## Geboren in Tournay
- Francis Jammes (1868-1938), Frans dichter